# GoPro
GoPro, Inc. — американська компанія, що займається виробництвом однойменних екшн-камер та розробкою супроводжувального програмного забезпечення.

## Історія
Компанія була заснована як Woodman Labs, Inc. Ніком Вудманом в 2002 році. Вудман, подорожуючи Австралією в 2002 році, сподівався зробити якісні фотографії себе та свої друзів під час занять серфінгом, але так і не зміг отримати фото бажаної якості. Фотографи-любителі того часу не мали доступу або просто не могли собі дозволити купівлю якісного, проте в той самий час дорогого професіонального фото-обладнання. Прагнення Вудмана створити доступне та якісне фото та відеообладнання для фотографів-любителів надихнуло назву GoPro.

## Продукція
- Камери серії «HERO».

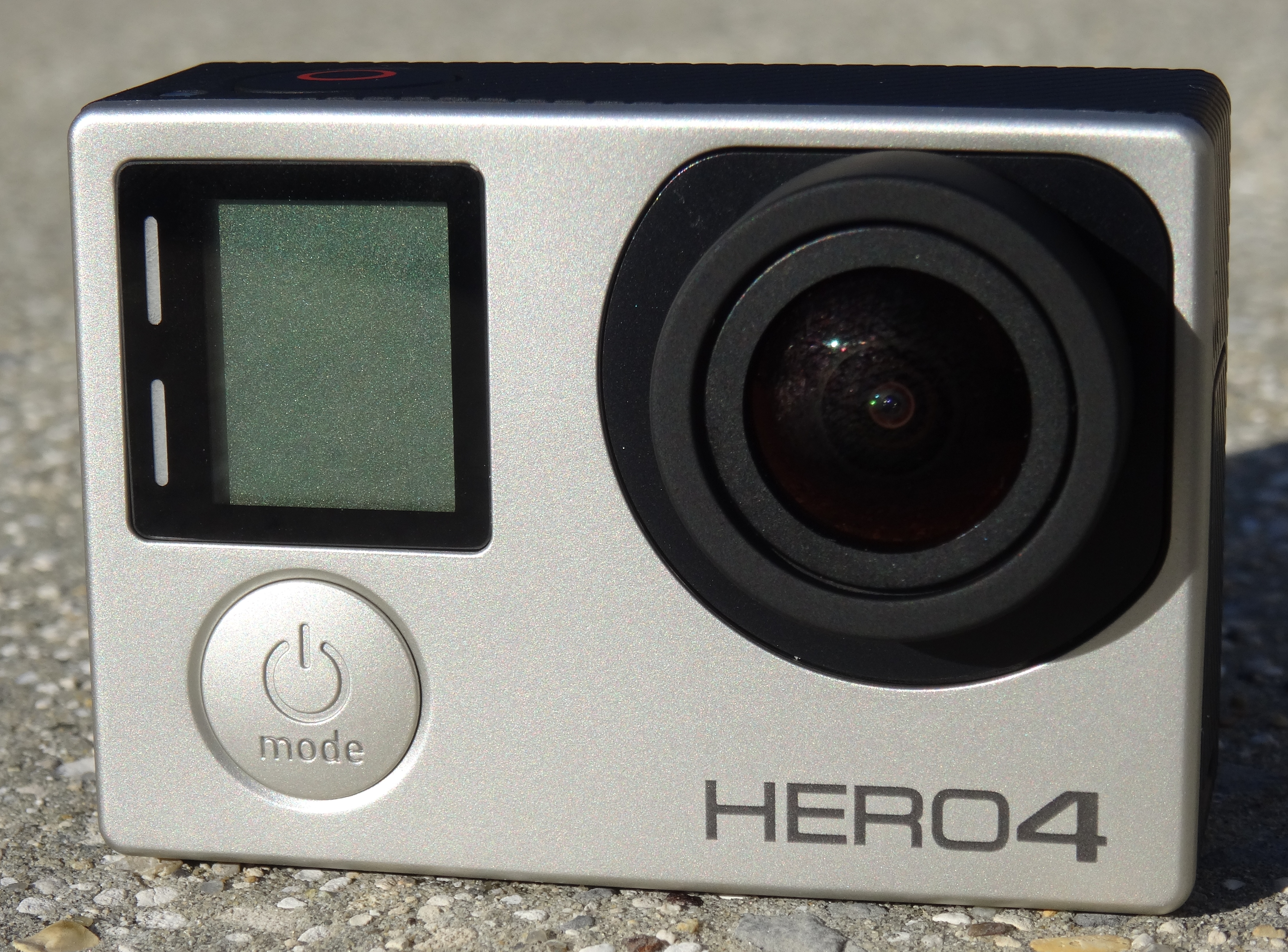
GoPro HERO 4 silver

- БПЛА «Go Pro KARMA Drone» з кріпленням для камер «HERO».
- Широкий вибір аксесуарів для камер «HERO».
- Програмне забезпечення для редагування відзнятого відео.
- Камери GoPro 360°

### GoPro HERO
Камери «HERO» широко популярні серед професіоналів та любителів екстремальних видів спорту. Проте завдяки малому розміру (41x59x30 мм), непомітній вазі (82 грам), можливістю закріпити камеру до майже будь-якої частини тіла або предмету, та головне порівняно низькій ціні (399$), використання камер розповсюдилось далеко за межі спортивної зйомки. Зокрема камери встановлюються на тварин для вивчення їхнього життя, монтуються на аматорські дрони, для зйомки землі з повітря, чи наприклад, у 2013 році за допомогою повітряної кулі GoPro запустили до стратосфери.
За допомогою аксесуарів камеру можна прикріпити до шолома, до інших частин тіла, а також на різні предмети (скейт, велосипед, машину, крило літака тощо).

### GoPro 360°
У листопаді 2017 року GoPro випустила камеру Fusion, камеру кругового огляду, яка може записувати відео на 360 градусів. Fusion була першою камерою від GoPro з підвищеною максимальною роздільною здатністю 5.8K. У жовтні 2019 року GoPro оновила цю лінійку, представивши GoPro MAX.